# Edipresse Polska
Edipresse Polska S.A. – polska filia międzynarodowego szwajcarskiego koncernu mediowego Edipresse istniejąca od 1995 do 2022 r. z siedzibą w Warszawie. Od 2000 r. miała status spółki akcyjnej ze 100-procentowym udziałem kapitału szwajcarskiego. 
Edipresse Polska to firma mediowa, zajmująca w swoim czasie według badań Gemius/PBI 15 pozycję wśród największych w Polsce wydawców internetowych. W portfolio Spółki wchodziły największe serwisy dla kobiet Polki.pl oraz Wizaz.pl, serwisy o życiu gwiazd - party.pl, viva.pl oraz serwisy skierowane do rodziców np. mamotoja.pl czy niania.pl. Ponadto Edipresse wydawał też tytuły prasowe będące w większości liderami w swoich kategoriach - Viva!, Party.Życie Gwiazd, Uroda Życia, Przyjaciółka, oraz czasopisma dla rodziców Mamo to ja oraz Twoje Dziecko. 
Edipresse Polska był organizatorem prestiżowego konkursu VIVA! Photo Awards oraz pokazu mody w Polsce Flesz Fashion Night.

## Portfolio
- wizaz.pl - największy w Polsce serwis beauty
- polki.pl - największy serwis kobiecy w Polsce
- mamotoja.pl - serwis o tematyce parentingowej dla rodziców
- party.pl - serwis o życiu gwiazd
- viva.pl
- niania.pl - platforma nr 1 dla osób poszukujących odpowiedzialnych opiekunek do dzieci
- "Viva!" – dwutygodnik
- "Viva! Moda" – kwartalnik poświęcony modzie
- "Party. Życie gwiazd" – dwutygodnik
- "Flesz Gwiazdy & Styl" – dwutygodnik
- "Uroda Życia" – miesięcznik dla kobiet
- "Przyjaciółka" – dwutygodnik poradnikowy
- "Pani Domu" - dwutygodnik poradnikowy
- "Poradnik Domowy" – miesięcznik poradnikowy
- "Mamo, To Ja" – miesięcznik dla rodziców
- "Twoje Dziecko" – miesięcznik dla rodziców
- "Przedszkolak" – kwartalnik dla rodziców